# Kaplica Najświętszej Maryi Panny Wspomożycielki w Dąbrowie Górniczej
Kaplica Najświętszej Maryi Panny Wspomożycielki w Dąbrowie Górniczej – jeden z rejestrowanych zabytków miasta Dąbrowa Górnicza. Mieści się w dzielnicy Trzebiesławice.
Kaplica została wybudowana z cegły na wzór małego kościoła. Odprawiane są w niej msze święte. Wzniesiono ją w XV lub XVIII wieku na planie prostokąta. Wyposażenie pochodzi z XVIII stulecia. Posiada nakrytą blachą wieżę, w której jest umieszczony dzwon z XVIII wieku. Pierwotnie wieża była pokryta drewnianym gontem. W latach 1986–1989, czyli do wybudowania nowej świątyni, kaplica pełniła funkcję kościoła parafialnego parafii Najświętszej Maryi Panny Wspomożenia Wiernych w Dąbrowie Górniczej.